# Fattore di carico
Il fattore di carico è una grandezza vettoriale il cui modulo è il rapporto tra le risultanti delle forze di massa (solitamente forza peso e forza di inerzia) e la forza peso stessa. È un parametro che consente di esprimere in maniera sintetica l'entità dei carichi su un aeromobile.
Il fattore di carico è solitamente indicato con:
{\displaystyle {\vec {n}}}
Indicando con W il peso del veicolo, I le forze di inerzia, F la risultante di tutte le forze agenti sul veicolo, l'equazione delle forze agenti sul velivolo è del tipo:
{\displaystyle {\vec {n}}={\frac {{\vec {W}}-{\vec {I}}}{\begin{vmatrix}{\vec {W}}\end{vmatrix}}}=-{\frac {{\vec {F}}_{A}-{\vec {F}}_{S}}{\begin{vmatrix}{\vec {W}}\end{vmatrix}}}}
dove al secondo membro sono riportate la forza peso e le forze di inerzia (massa per accelerazione), al terzo membro le forze esterne che le equilibrano (in generale spinta {\displaystyle {\vec {F}}_{S}} e forze aerodinamiche {\displaystyle {\vec {F}}_{A}}: portanza e resistenza).
Indicando con W il modulo del vettore forza peso, si definisce fattore di carico {\displaystyle n_{i}}, in direzione i, come:
{\displaystyle n_{i}={\frac {F_{i}}{W}}}
dove {\displaystyle F_{i}} è la forza esterna in direzione {\displaystyle i} che equilibra il peso e il carico d'inerzia in quella direzione. Il fattore di carico consente quindi di esprimere le componenti delle forze come n-volte il peso.
Si dice fattore di contingenza il fattore di carico ultimo prescritto dal progetto dell'aeromobile.
Solitamente si prende in considerazione solo il fattore di carico in direzione verticale rispetto al velivolo preso come sistema di riferimento. Si può quindi assumere che tale direzione coincida con quella della portanza per angolo d'attacco piccoli:
{\displaystyle n_{z}={\frac {L}{W}}}
con L si è indicata la portanza.
Si individuano quindi i fattori di carico massimo positivo e negativo. Il primo, nz > 0, si ha quando l'ala si inflette verso l'alto, ad esempio in una richiamata, il secondo, nz < 0, quando l'ala si inflette verso il basso, in una picchiata o in una richiamata sul dorso. Le norme stabiliscono i fattori di carico a cui la struttura deve resistere in corrispondenza di varie condizioni di volo.
Per un aeromobile commerciale valori tipici del fattore di carico massimo e minimo sono 2,5 e −1. Valori tipici per un aereo semiacrobatico sono +4,4 e −2, mentre per un aereo acrobatico +9 e −7. Esistono anche aerei acrobatici, come l'Extra 300, che superano i 10 g positivi e negativi.

## Fattore di carico eg
Il fattore di carico verticale è comunemente espresso in g, ma dal momento che rappresenta un rapporto di forze, al contrario dell'accelerazione di gravità è un termine adimensionale.
Un osservatore posto a bordo dell'aeromobile subisce una accelerazione apparente normale alla direzione di volo pari al fattore di carico moltiplicato per l'accelerazione di gravità. Ad esempio se il velivolo effettua una virata corretta con fattore di carico pari a due (o una virata a 2 g), un oggetto cadrà sul pavimento con un'accelerazione pari al doppio della normale accelerazione di gravità.